# Tuglie
Tuglie – miejscowość i gmina we Włoszech, w regionie Apulia, w prowincji Lecce.
Według danych na rok 2004 gminę zamieszkiwało 5307 osób, 663,4 os./km².